# Canadian Open 2025 - Qualificazioni singolare femminile
Le qualificazioni del singolare femminile del Canadian Open 2025 sono state un torneo di tennis preliminare per accedere alla fase finale della manifestazione disputate il 26 luglio 2025. Le vincitrici dell'ultimo turno sono entrate di diritto nel tabellone principale. In caso di ritiro di una o più giocatrici aventi diritto a queste sono subentrati le lucky loser, ossia le giocatrici che hanno perso nell'ultimo turno ma che avevano una classifica più alta rispetto alle altre partecipanti che avevano comunque perso nel turno finale.

## Teste di serie
1. Laura Siegemund (qualificata)
2. Kamilla Rachimova (qualificata)
3. Yuan Yue (ritirata)
4. Antonia Ružić (qualificata)
5. Cristina Bucșa (qualificata)
6. Taylor Townsend (ritirata, in corsa a Washington)
7. Elsa Jacquemot (qualificata)
8. Léolia Jeanjean (qualificata)

1. Rebeka Masarova (ultimo turno)
2. Viktorija Tomova (qualificata)
3. Aoi Itō (qualificata)
4. Varvara Gracheva (qualificata)
5. Katie Volynets (qualificata)
6. Talia Gibson (ultimo turno)
7. Zhang Shuai (ritirata, in corsa a Washington)
8. Bernarda Pera (qualificata)

## Qualificate
1. Laura Siegemund
2. Kamilla Rachimova
3. Whitney Osuigwe
4. Antonia Ružić
5. Cristina Bucșa
6. Elsa Jacquemot
7. Guo Hanyu
8. Léolia Jeanjean

1. Wang Yafan
2. Viktorija Tomova
3. Aoi Itō
4. Varvara Gracheva
5. Katie Volynets
6. Louisa Chirico
7. Ariana Arseneault
8. Bernarda Pera

## Tabellone

### Sezione 1
|  | Ultimo turno |                 |   |   |   |  |
|  |              |                 |   |   |   |  |
|  | 1            | Laura Siegemund | 6 | 1 | 6 |  |
|  |              | Nao Hibino      | 1 | 6 | 3 |  |

### Sezione 2
|  | Ultimo turno |                   |                   |   |   |  |
|  |              |                   |                   |   |   |  |
|  | 2            | Kamilla Rachimova | Kamilla Rachimova | 7 | 7 |  |
|  |              | Astra Sharma      | Astra Sharma      | 5 | 5 |  |

### Sezione 3
|  | Ultimo turno |                   |   |   |   |  |
|  |              |                   |   |   |   |  |
|  | Alt          | Aleksandra Krunić | 4 | 6 | 1 |  |
|  |              | Whitney Osuigwe   | 6 | 3 | 6 |  |

### Sezione 4
|  | Ultimo turno |                  |                  |   |   |  |
|  |              |                  |                  |   |   |  |
|  | 4            | Antonia Ružić    | Antonia Ružić    | 6 | 6 |  |
|  | WC           | Dasha Plekhanova | Dasha Plekhanova | 1 | 2 |  |

### Sezione 5
|  | Ultimo turno |                |    |   |   |  |
|  |              |                |    |   |   |  |
|  | 5            | Cristina Bucșa | 64 | 6 | 6 |  |
|  |              | Priscilla Hon  | 7  | 1 | 2 |  |

### Sezione 6
|  | Ultimo turno |                |   |   |   |  |
|  |              |                |   |   |   |  |
|  | 6            | Elsa Jacquemot | 6 | 3 | 6 |  |
|  | WC           | Carol Zhao     | 0 | 6 | 4 |  |

### Sezione 7
|  | Ultimo turno |                    |                    |   |   |  |
|  |              |                    |                    |   |   |  |
|  | Alt          | Guo Hanyu          | Guo Hanyu          | 6 | 6 |  |
|  | PR           | Mihaela Buzărnescu | Mihaela Buzărnescu | 0 | 0 |  |

### Sezione 8
|  | Ultimo turno |                 |                 |   |   |  |
|  |              |                 |                 |   |   |  |
|  | 8            | Léolia Jeanjean | Léolia Jeanjean | 6 | 6 |  |
|  | WC           | Cadence Brace   | Cadence Brace   | 1 | 3 |  |

### Sezione 9
|  | Ultimo turno |                 |   |   |   |  |
|  |              |                 |   |   |   |  |
|  | 9            | Rebeka Masarova | 2 | 6 | 3 |  |
|  | PR           | Wang Yafan      | 6 | 4 | 6 |  |

### Sezione 10
|  | Ultimo turno |                  |                  |   |   |  |
|  |              |                  |                  |   |   |  |
|  | 10           | Viktorija Tomova | Viktorija Tomova | 6 | 6 |  |
|  | WC           | Katherine Sebov  | Katherine Sebov  | 1 | 4 |  |

### Sezione 11
|  | Ultimo turno |                      |   |   |   |  |
|  |              |                      |   |   |   |  |
|  | 11           | Aoi Itō              | 6 | 5 | 6 |  |
|  |              | Aljaksandra Sasnovič | 4 | 7 | 0 |  |

### Sezione 12
|  | Ultimo turno |                  |                  |   |   |  |
|  |              |                  |                  |   |   |  |
|  | 12           | Varvara Gracheva | Varvara Gracheva | 6 | 6 |  |
|  |              | Maddison Inglis  | Maddison Inglis  | 3 | 2 |  |

### Sezione 13
|  | Ultimo turno |                |   |   |   |  |
|  |              |                |   |   |   |  |
|  | 13           | Katie Volynets | 6 | 4 | 6 |  |
|  |              | Jodie Burrage  | 0 | 6 | 1 |  |

### Sezione 14
|  | Ultimo turno |                |    |   |   |  |
|  |              |                |    |   |   |  |
|  | 14           | Talia Gibson   | 7  | 2 | 4 |  |
|  |              | Louisa Chirico | 63 | 6 | 6 |  |

### Sezione 15
|  | Ultimo turno |                   |                   |   |    |  |
|  |              |                   |                   |   |    |  |
|  | WC           | Ariana Arseneault | Ariana Arseneault | 6 | 7  |  |
|  |              | Destanee Aiava    | Destanee Aiava    | 3 | 65 |  |

### Sezione 16
|  | Ultimo turno |                 |   |   |   |  |
|  |              |                 |   |   |   |  |
|  | 16           | Bernarda Pera   | 5 | 6 | 6 |  |
|  | PR           | Madison Brengle | 7 | 3 | 4 |  |